# 瞻星臺
瞻星臺（：／ Cheomseongdae */?）是位於韓國庆州历史遗迹地区的新羅王國時期天文建築物，為亚洲现存最古老的观象台:300。

## 慶州的瞻星臺
慶州的瞻星臺位於大韓民國的慶州市中心，建於公元634年，是朝鮮半島最古老的天文建築物，也是目前亚洲现存最古老的观象台:300。慶州的瞻星臺直徑5．17公呎的圓柱形建築物，高9．4公呎，當時以代表一年的362塊花崗岩堆砌而成。借助底層的水鏡與窗口映入的光線來觀測日食及星辰移動等天文現象，以占卜吉兇來決定朝鮮的國家大事及農民的稼穡作業。被定為大韓民國國寶第三十一號。

## 開城的瞻星臺
開城的瞻星臺位於朝鮮民主主義人民共和國的開城市中心的西北部，與滿月臺為鄰。它是高麗時代建造的天文觀察用途建築物，所處的位置及建築技術皆屬超級高精確度。開城的瞻星臺以24根方形的花崗岩之短柱頭，組成每邊7根的方形圍欄，中央部分再以4根花崗岩的高柱組成高臺。從公元1024年至1383年，開城的「瞻星臺」被使用了30次，用作觀察天文及大氣現象，有關數據，目前仍完好地保存在開城市的開城歷史博物院。